# 安徽槭
安徽槭（学名：Acer anhweiense）为无患子科槭属的植物，是中国的特有植物。分布在中国大陆的安徽等地，生长于海拔1,500米至1,700米的地区，一般生于疏林中，目前尚未由人工引种栽培。

## 异名
- Acer anhweiense Fang et Fang f. var. brachypterum Fang et P. L. Chiu